# Никола Василев (революционер)
Вижте пояснителната страница за други личности с името Никола Василев.
Никола Василев е български революционер, радовишки войвода на Вътрешната македонска революционна организация.

## Биография
Василев е роден в 1881 година в град Радовиш, Османската империя, днес Северна Македония. Завършва средно образование. Присъединява се към ВМРО. През юли 1924 година е делегат на Струмишкия окръжен конгрес и е избран за запасен член на окръжния комитет. На Шестия конгрес на ВМРО през февруари 1925 година е избран за запасен член на Централния комитет на ВМРО. На 3 април 1925 година Централният комитет го назначава за член-секретар във временното Струмишко окръжно управително тяло до свикването на окръжен конгрес. През октомври същата година по време на Петричкия инцидент Василев, активно участва в отблъскването на гръцките войски близо до град Петрич.